# المسيرة العسكرية لعلي بن أبي طالب
شارك علي بن أبي طالب في جميع معارك زمن النبي محمد، باستثناء غزوة تبوك، حيث استخلفه النبي محمد على المدينة. وكان  له سيف يدعى ذو الفقار.[بحاجة لمصدر] كما قاد مجموعات من المحاربين في غارات على أراضي العدو، وكان سفيرًا. ازدادت شهرة علي مع كل معركة خاضها، وذلك بسبب شجاعته وبسالته وفروسيته، فضلًا عن حقيقة أنه دمّر بمفرده العديد من المحاربين الأكثر شهرة ورعبًا في الجزيرة العربية. اعترف به النبي محمد باعتباره أعظم محارب في كل العصور.

## غزوة بدر 624م

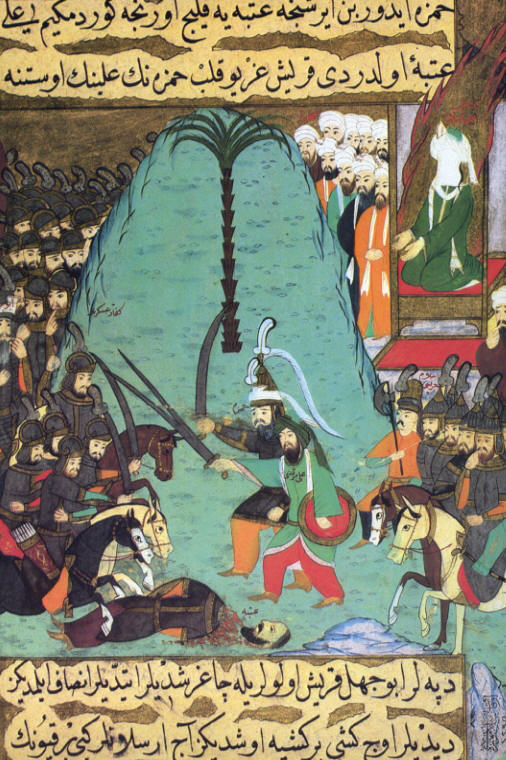
حمزة بن عبد المطلب وعليّ يقودان الجيوش الإسلامية في غزوة بدر.

### الكشافة
ولم يكن النبي محمد يعلم أن جيشًا خرج من مكة، ويتجه نحو المدينة لحماية قافلة قريش، وتحدي المسلمين. ولما وصل النبي محمد إلى نواحي بدر أرسل عليًّا ليستطلع البلاد المحيطة. وعند آبار بدر فاجأ عليٌّ بعضَ حاملي الماء. فأجابوه على أسئلته بأنهم يحملون الماء لجيش جاء من مكة، وكان مُعسكِرًا على الجانب الآخر من الجبال القريبة.

فأحضر عليٌّ السقاةَ إلى النبي محمدٍ. وعلم منهم أن قافلة قريش قد فرت، وأن المسلمين في تلك اللحظة واجهوا جيش مكة.
وعند وصولهم إلى جوار بدر، أرسل النبي محمد عليًا، مع عدد قليل من الآخرين، لاستطلاع الأرض المرتفعة فوق الينابيع. وهناك فاجؤوا ثلاثة من حاملي الماء من الأعداء، عندما كانوا على وشك ملء جلود أغنامهم. فهرب واحد إلى قريش، وأُسر الاثنان الآخران واقتيدا إلى جيش المسلمين. ومنهم اكتشف النبي محمد قرب عدوه. وكان عددهم 950 رجلًا، أي أكثر من ثلاثة أضعاف عدد الجيش الإسلامي. كانوا يمتطون 700 جمل و100 حصان، وكان جميع الفرسان يرتدون الدروع. (السير ويليام موير، كتاب حياة محمد، لندن، 1877).

### المعركة
بدأت المعركة بالطريقة العربية التقليدية حيث يقاتل عدد قليل من المحاربين واحدًا مقابل واحد قبل المعركة العامة. وتَقدّم ثلاثة من المحاربين من جيش المشركين لتحدي المسلمين، وهم عتبة بن ربيعة، وشيبة بن ربيعة، والوليد بن عتبة. وقد تولى تحديهم حمزة بن عبد المطلب (عم النبي محمد وعلي)، وعبيدة بن الحارث (ابن عم النبي محمد وعلي)، وعلي بن أبي طالب.
كانت مبارزة علي ضد الوليد بن عتبة، أحد أشد المحاربين في مكة، هي الأولى من المبارزات الفردية الثلاث. وبعد تبادل بعض الضربات المذهلة، قُتل وليد. ثم انخرط حمزة في قتال شيبة بن ربيعة، فقتله في الحال. وأما عبيدة بن الحارث، ثالث أبطال المسلمين، فقد أصابه عتبة بن ربيعة بجرح قاتل. فأرسل علي وحمزة عتبة بن ربيعة على عجل، حاملين عُبيدة ليموت في صفوف المسلمين.
بحلول الظهر كانت المعركة قد انتهت. وفرَّت قريش. وسقط من العدو سبعون رجلًا، وقتل علي خمسة وثلاثين من الأبطال والقادة وحده. وقد ذكر الطبري في كتابه تاريخ الطبري أسماء جميع القادة الستة والثلاثين الذين قتلهم علي بن أبي طالب في هذه المعركة بأنسابهم. وقُبض على عدد مماثل. وكان المؤمنون قد فقدوا أربعة عشر رجلًا في ساحة المعركة.
برز علي لأول مرة كمحارب في معركة بدر عام 624 م، حيث انتصر على البطل الأموي الوليد بن عتبة وعلى كثير من جنود مكة. وكان فنه في القتال بارعًا إلى درجة أن عليًّا وحده قتل في المعركة خمسة وثلاثين من أصل سبعين مُحاربًا من قُريش.

## غزوة أحد
بعد مرور عام على معركة بدر، كان الجيش الجديد للمشركين في مكة جاهزًا للنزول إلى الميدان ضد المسلمين. في آذار 625 م، غادر أبو سفيان مكة على رأس ثلاثة آلاف من المحاربين المخضرمين. كان معظمهم من جنود المشاة ولكنهم كانوا مدعومين بفرقة قوية من سلاح الفرسان. وكان برفقة الجيش أيضًا فرقة من النساء المحاربات. وكان واجبهم شن "حرب نفسية" ضد المسلمين من خلال قراءة الشعر وغناء الأغاني العاطفية لتحفيز شجاعة الجنود وإرادتهم في القتال. لقد أدركوا أن لا شيء كان يثير رعب العرب مثل سخرية النساء من الجبن، كما أدركوا أن لا شيء كان أكثر فعالية في تحويلهم إلى مقاتلين متهورين مثل الحب. ومن بين هؤلاء النساء زوجات أبي سفيان وعمرو بن العاص، وأخت خالد بن الوليد.[بحاجة لمصدر]

### قتل حاملي لواء قريش
وألقى المكيون، بمساعدة سخية من النساء اللاتي أحضرن الدفوف، الشتائم على المسلمين. وتناوبت على الرقص هند، زوجة أبي سفيان، التي قادت الجوقات المنتصرة وهي ترقص حول الصنم الذي كان يقف على الجمل.

 وكان طلحة، حامل لواء قريش بالوراثة، هو أول من تحدى مكة. وكما خرج طلحة من صف أبي سفيان، خرج علي من صف محمد. التقى الرجلان في المنتصف [أرض محايدة] بدأت المبارزة بدون كلمات أو مقدمات. لم تكن لدى طلحة فرصة أبدًا. لمع سيف علي في شمس الصباح، وقفز رأس حامل اللواء من على كتفه وتدحرج على الرمال.

 "الله أكبر!" ( الله أكبر) ترددت من عيون المسلمين المتفرجين. (آر في سي بودلي ، كتاب الرسول، حياة محمد، نيويورك، 1946 م)
عندما قتل علي بن أبي طالب حامل الراية المكية طلحة بن أبي طلحة، رفعها عثمان بن أبي طلحة على الفور. ولما سقط عثمان على يد حمزة رفعها أبو سعد بن أبي طلحة. وفي اللحظة التي رفع فيها الراية المكية صرخ في وجه المسلمين. أتزعمون أن شهداءكم في الجنة وشهدائنا في النار؟ والله كذبتم! من صدّق منكم هذه القصة فليتقدم ويقاتل معي. جذب تحديه عليًا فقتله في الحال. وظل بنو عبد الدار يحملون راية مكة حتى فقدوا تسعة رجال. (محمد حسين هيكل، حياة محمد)
لقد قتل علي وحده ثمانية من حاملي لواء المشركين في مكة.
يقول ابن الأثير المؤرخ العربي في تاريخه الكامل: " إن الرجل الذي قتل حاملي اللواء (من المشركين) هو علي".

### الهجوم العام
تقدم علي بن أبي طالب نحو صفوف العدو دون خوف، كانت كأنها بدر مرة أخرى؛ كان المسلمون لا يقهرون. ( السير جون جلوب، كتاب الفتوحات العربية الكبرى، 1963 م)
وكان علي وحمزة قد شقّا صفوف قريش، وكان هو قد وصل إلى عمق صفوفهم. وبسبب عدم قدرتهم على مقاومة هجومه، بدؤوا في التراجع عن الأرض. وكانوا فيما بينهم يسحقون جيش قريش.

### هروب المسلمين
لقد أدى مقتل حاملي اللواء إلى رفع معنويات المسلمين، الذين طاردوا العدو بكل قوة. لكن هذا أدى إلى حالة من الرضا عن النفس، حيث بدأ بعض الجنود المسلمين يطالبون بغنائم الحرب لأنفسهم في حين لم تكن المعركة قد انتهت بعد بشكل كامل. وقد سمح هذا للمكيين بشن هجوم مضاد، مما أثار رعب الجيش الإسلامي ودفعه إلى التراجع. وبقي النبي محمد تائهًا، ولم يبق معه إلا عدد قليل من الجنود للدفاع عنه ضد هجمات خالد بن الوليد، وكان علي بين هؤلاء القلّة، ويقال إن عليًّا بقي وحيدًا يصد هجمات فرسان خالد. يقول ابن الأثير: "وهاجمت وحدات من جيش قريش النبي من كل جانب، فهاجم علي -بأمر النبي محمد- كل وحدة هاجمته ففرقها أو قتل بعضها، وتكرر ذلك في أحد مرارًا".
... عندما أطلق أحدهم صرخة أن محمدًا قد قُتل، سادت الفوضى، وهبطت الروح المعنوية للمسلمين إلى الحضيض، وقاتل الجنود المسلمون بشكل متقطع ودون هدف. وكانت هذه الفوضى هي السبب في قتلهم لحسيل بن جابر أبي حذيفة بالخطأ، إذ سعى كل أحد إلى النجاة بالفرار إلا رجال مثل علي بن أبي طالب الذي هداه الله وحفظه. (محمد حسين هيكل، حياة محمد، 1935، القاهرة)
أول من أدرك منصب النبي من قريش هو عكرمة. ولما خرج عكرمة على رأس جماعة من أصحابه، التفت النبي إلى علي، وأشار إليهم، وأمرهم بالهجوم على هؤلاء الرجال، فهاجمهم علي، فقتل منهم رجلًا. والآن اقتربت مجموعة أخرى من الفرسان من الموقع. ثم أمر النبي عليًّا أن يهاجم. فصدّهم علي وقتل كافرًا آخر. وصل فوج من كنانة وكان فيه أربعة من أولاد سفيان بن عويف. خالد، وأبو الشعثاء، وأبو الحمراء، وغراب. أمر النبي محمد عليًّا أن يهتم بهذا الفوج، فهاجم علي الفوج، وكان حوالي خمسين فارسًا. فقاتلهم وهو راجل حتى فرقهم. فاجتمعوا مرة أخرى ففرّقهم مرة أخرى. وتكرر ذلك مرارًا حتى قُتل أولاد سفيان الأربعة وأضاف إليهم ستة آخرين... (ابن أبي الحديد في شرحه ج1 ص372 - نص مُترجم من الطبعة الإنجليزية)
وقيل إنه في أثناء دفاع علي عن النبي محمد سمع نداء يقول: لا فتى إلا علي، ولا سيف إلا ذو الفقار.

### إعادة تشكيل صفوف المسلمين (حمراء الأسد)
بدأ في اليوم التالي من غزو أحد، إعادة تشكيل لصفوف المسلمين في موقعة حمراء الأسد، حيث انتصر المسلمون فيها على المكيين؛ وكان علي فيها.

## غزوة الخندق

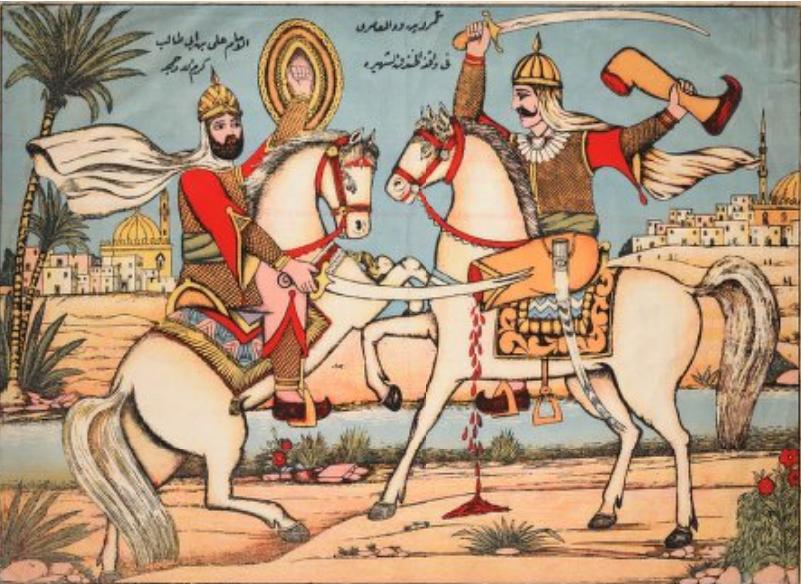
لوحة تصور معركة بين علي بن أبي طالب (يسار) وعمرو بن ود أثناء معركة الخندق

وتُعرف هذه المعركة أيضًا باسم معركة الأحزاب؛ لاجتماع صفوف أعداء المسلمين فيها: المكيون المشركون، واليهود وقبائلهم. قاتل علي بن أبي طالب فيها مع النبي محمد. أدرك أبو سفيان وزعماء المشركين الآخرين منذ غزوة حمراء الأسد أن نصرهم في أحد لم يكن حاسمًا، ولم يؤت ثماره لهم. ولقد نهض الإسلام في واقع الأمر من عثرته في أحد، وفي فترة قصيرة إلى حد مذهل، أعاد تأسيس سلطته في المدينة المنورة والمناطق المحيطة بها. وأثبت علي مرة أخرى أنه محارب لا يقهر عندما قتل عمرو بن عبد ود الذي كان من أكثر المحاربين رُعبًا في ذلك الوقت. وبعد أن أنزل علي عمرو بن ود العامري عن فرسه بصق عمرو على علي. فغضب علي فانصرف لحظة ثم عاد بعد أن هدأ وقال لعمرو بن ود العامري أنه لو قتله حينها لرضيت نفسه ولم يكن فعله جهادًا لله، ثم قتل عمرو. فهتفت صفوف المسلمين وفرحوا.[بحاجة لمصدر]

## غزوة خيبر

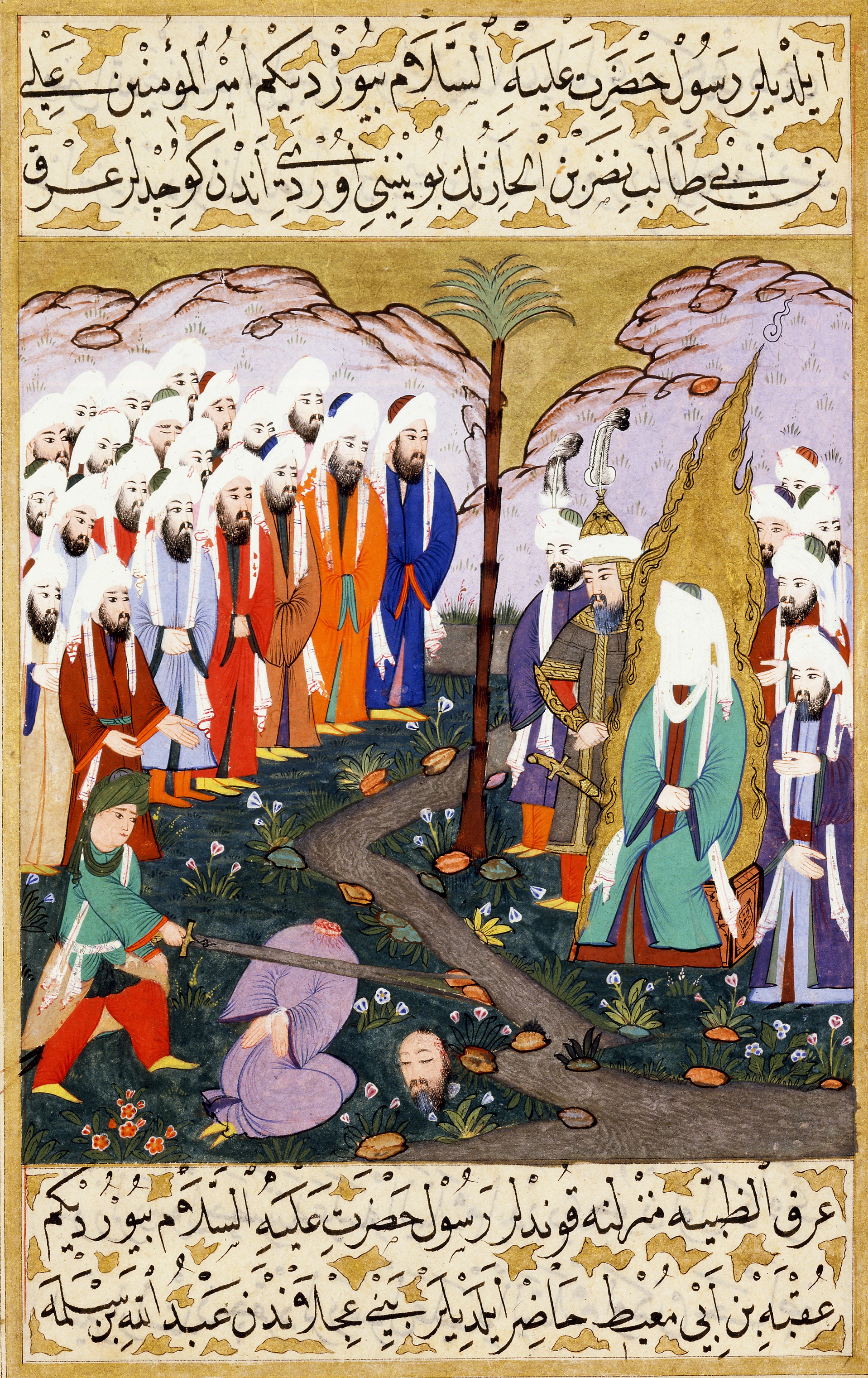
علي يهزم النضر بن الحارث أمام النبي محمد وأصحابه.

وكانت غزوة خيبر من أعظم الغزوات. وكانت جموع اليهود المقيمين في خيبر هي الأقوى والأغنى والأفضل تجهيزًا للحرب من بين جميع شعوب الجزيرة العربية. مع أنهم كانوا أغنياء ويعيشون في القصور إلا أن النبي محمدا وعلي كانا يكنان لهم الاحترام في خيبر. كان علي يعاني من مرض في عينه ولم يكن في حالة جيدة للقتال. رغم أنه كان مريضًا، إلا أن النبي محمد ناداه فجاء لخدمته. يقول المؤرخون المسلمون أن النبي محمد أشفى عليًّا من مرضه عن طريق فرك عينيه. وبحسب هذا الحديث، قتل علي زعيم اليهود (مرحب) بضربة سيف، فشطر السيف الخوذة إلى نصفين، الرأس والجسد. ويقال إن عليًا، بعد أن فقد درعه، رفع من بابي القلعة من مفصلاتهما، وصعد إلى الخندق وأمسك بهما ليصنع جسرًا تمكن المهاجمون من خلاله من الوصول إلى الحصن. إن هذه الحقيقة تشكل أحد أسس النظرة الإسلامية، وخاصة في الإسلام الشيعي، إلى علي باعتباره النموذج الأولي للأبطال.

## الرحلات الاستكشافية الأخرى
وشارك علي أيضًا في غزوة فدك. أرسل النبي محمد عليًا لمهاجمة قبيلة بني سعد بن بكر، لأن النبي محمد تلقى معلومات تفيد بأنهم يخططون لمساعدة يهود خيبر
كما قاد سرية علي بن أبي طالب (الفلس) قائدًا في تموز 630م. أرسله النبي محمد لهدم القلص، وهو صنم يعبده الوثنيون.

## عصر الخلافة

### معركة جمال
معركة الجمل، والتي تُسمى أحيانًا معركة الجمل أو معركة البصرة، وقعت في البصرة، العراق في 7 تشرين الثاني 656. سمعت عائشة بمقتل عثمان (644-656 م) الخليفة الثالث. وكانت في ذلك الوقت في رحلة حج إلى مكة. وفي هذه الرحلة، غضبت بشدة من مقتله، وتسمية علي الخليفة الرابع، فحملت السلاح ضد من يؤيدون علي. وحصلت على دعم مدينة البصرة الكبرى، ولأول مرة حمل المسلمون السلاح ضد بعضهم البعض. تُعرف هذه المعركة الآن باسم الفتنة الأولى، أو الحرب الأهلية الإسلامية.

### معركة صفين
غزوة صفين (أيار- تموز 657 م) وقعت أثناء الفتنة الأولى، أو الحرب الأهلية الإسلامية الأولى، حيث جرت الاشتباكات الرئيسة في الفترة من 26 تموز إلى 28 تموز. وقعت هذه المعركة بين علي بن أبي طالب ومعاوية بن أبي سفيان على ضفاف نهر الفرات في مدينة الرقة السورية الحالية.
عسكر الجيشان في صفين لأكثر من مائة يوم، وقضيا معظم الوقت في المفاوضات. لم يرغب أي من الطرفين في القتال. ثم في الحادي عشر من صفر سنة 37 هـ بدأ القتال، وقاد جيش علي الأشتر، في جيش علي، وكان لهم معسكرهم الخاص، استمر القتال الجدي ثلاثة أيام. كتب المؤرخ اليعقوبي أن عليًا كان لديه 80 ألف رجل، منهم 70 من الصحابة الذين شاركوا في غزوة بدر، و70 من الصحابة الذين أقسموا في الحديبية، و400 من الأنصار والمهاجرين البارزين؛ بينما كان لدى معاوية 120 ألفًا من السوريين. كانت معركة صفين واحدة من أكثر المعارك دموية في التاريخ الإسلامي، حيث شارك في المعركة جميع المحاربين الشجعان من الجزيرة من العراق والشام. عادة ما يبدأ القتال في الصباح ويستمر حتى المساء. في البداية لم يكن علي يريد حربًا عامة لأنه كان لديه كل الأمل في إقناع معاوية بقمع تمرده. في الأشهر الثلاثة الأولى كان كلا المعسكرين في مفاوضات كاملة مع بعضهما البعض، وكان القتال محدودًا جدًا، وفي كل يوم كان يخرج قائد جيش علي بكتيبة، ومن الجانب الآخر كان هناك نفس الرد. بعد ثلاثة أشهر من المفاوضات أدرك علي أن كل ذلك كان بلا جدوى واستعد لحرب عامة. في الليلة السابقة للمعركة، أمضى الجنود ليلتهم في شحذ سيوفهم ورماحهم وسهامهم. وبسبب هذا الإعلان، شعر معاوية بالقلق لأنه كان يعرف شجاعة علي ومهارته في المبارزة. وفعل معاوية الشيء نفسه، فأعد قواته لمعركة دامية. وفي الصباح الباكر رتب علي قواته، وأعطى قيادة الجناح الأيسر لأفضل قائد لديه مالك الأشتر الذي كان معروفًا بشجاعته ومهاراته القتالية، وأعطى قيادة الجناح الأيمن لابن عمه الشجاع عبد الله بن عباس، وكان علي نفسه يتخذ موقعه في وسط الجيش. وبحلول الوقت الذي وقفت فيه الجيشان أمام بعضهما البعض، أصدر علي الأمر بالهجوم الكامل، وكانت المعركة شرسة لدرجة أن حتى أشجع المحاربين لقوا حتفهم. بحلول الظهر بدأ الجناح الأيمن لجيش علي في السقوط وبدأ الرجال في الفرار، وعندما رأى علي جناحه الأيمن يتساقط انتقل بنفسه إلى الجناح الأيمن وواجه هجوم العدو الذي كان كبيرًا في العدد، ودفع علي العدو إلى الوراء، وعندما رأى الرجال أن جناحهم أعيد تنظيمه من علي نفسه عادوا إلى ساحة المعركة لشن هجوم جديد. عندما رأى علي جناحه الأيمن يعود إلى التشكيل، عاد إلى الوسط وشن هجومًا مع الرجال من الوسط ونخبة حراسه الشخصيين، وكان الهجوم عنيفًا لدرجة أن الجيش السوري بأكمله صُد. لقد قاتل علي بنفسه حتى أن المحاربين السوريين العظماء خافوا منه عندما سمعوا أن عليًّا قادم للهجوم. وكانت معركة ذلك اليوم شرسة لدرجة أنها استمرت حتى الليل. وبحلول الوقت الذي تمكن فيه علي وجيشه من دفع السوريين مسافة 500 متر إلى الوراء من ساحة المعركة، أصبح النصر في الأفق. ويقال أن كل عليَّا كان ينادي "الله أكبر" وعندما تم إحصاء قتلى علي كان حوالي 534 قتيلاً مؤكدًا وهو رقم قياسي في تاريخ الحرب.
كتب ويليام موير أن "الجيشين، المجهزين بكامل تشكيلاتهما، قاتلا حتى حلّ المساء، دون أن ينتصر أي منهما. في صباح اليوم التالي، تجددت المعارك بقوة هائلة. تمركز علي في الوسط مع نخبة من جنوده من المدينة، وتشكلت الأجنحة، إحداها من محاربي البصرة، والأخرى من الكوفة. نصب معاوية سرادقًا في الميدان؛ وهناك، محاطًا بخمسة صفوف من حراسه الشخصيين المحلفين، راقبوا النهار. انقض عمرو، بفرسه الثقيل، على جناح الكوفة الذي انكسر؛ وتعرض علي لخطر داهم، سواء من وابل السهام الكثيف أو من المواجهة القريبة... قاد قائد علي، الأشتر، على رأس 300 من حافظي القرآن، الجناح الآخر، الذي سقط بغضب على حراس معاوية الشخصيين. قُطعت أربعة من صفوفه الخمسة إربًا، ومعاوية، بينما كان يفكر في الهروب، كان قد نادى على حصانه بالفعل، عندما لمعت في ذهنه قصيدة حربية، وثبت على موقفه.

### معركة النهروان
كاد علي ينتصر في معركة صفين ووصل لخيمة معاوية، لكن معاوية رفع المصاحف على الرماح، وطلب التحكيم، فوافق علي، فسخط وخرج من جيش علي فئة عُرفَت بالخوارج. وقد أراد الخوارج الحرب، وفي معركة النهروان وهي معركة بين علي بن أبي طالب والخوارج، بالقرب من النهروان، على بعد اثني عشر ميلًا من بغداد.

## طالع أيضًا
- المسيرة العسكرية لمحمد
- أبو دجانة

## الحواشي
1. ↑  "علي بن أبي طالب رضي الله عنه - عالم المعرفة - Group XP - أهل السنه والجماعه". www.alm3refh.com. مؤرشف من الأصل في 2012-03-25. اطلع عليه بتاريخ 2022-05-22.
2. ↑  Sir John Glubb, The Great Arab Conquests, 1963
3. ↑  Tor Andre, Mohammed, the Man and his Faith, 1960
4. ↑    - Ashraf (2005), p. 36
  - Merrick (2005), p. 247
  - Al Seerah of عبد الملك بن هشام narrates he killed 20 people; Abdul Malik Ibn Husham, Al Seerah Al Nabaweyah (Biography of the Prophet), Published by Mustafa Al Babi Al Halabi, Egypt, 1955 A.D, Part 2 page. 708-713
  - Al Maghazi put the number at 22; aghedi, Al Maghazi (The Invasions) published by Oxford Printing. Part 1 page. 152
5. ↑  Ali ibn al-Athir، الكامل في التاريخ (Al-Kamil fi al-Tarikh), vol 3 p 107
6. ↑  Akramulla Syed. "History of Islam and Muslims, The second battle of Islam at Uhud, Battle of Ohod". ezsoftech.com. مؤرشف من الأصل في 2003-12-30.{{استشهاد ويب}}:  صيانة الاستشهاد: مسار غير صالح (link)
7. ↑  Mubarakpuri, The Sealed Nectar, p. 211. (online)
8. ↑  Abu Khalil، Shawqi (1 مارس 2004). Atlas of the Prophet's biography: places, nations, landmarks. Dar-us-Salam. ص. 233. ISBN:978-9960897714. مؤرشف من الأصل في 2023-06-12.
9. ↑  Mubarakpuri, The Sealed Nectar, pp. 269-270. (online)
10. ↑  Mernissi، Fatima. "A Feminist Interpretation of Women's Rights in Islam". مؤرشف من الأصل في 2016-03-04. اطلع عليه بتاريخ 2014-04-30.
11. ↑  Bewley, p. 22 from Ibn Hisham from Ibn Muzahim died 212 AH from Abu Mikhnaf died 170 AH
12. ↑  William Muir, The Caliphate, its Rise and Fall (London, 1924) page 261